# Ginástica artística nos Jogos Olímpicos de Verão de 2024 - Cavalo com alças
A competição do cavalo com alças da ginástica artística nos Jogos Olímpicos de Verão de 2024 foi realizada na Bercy Arena em Paris, França, em 27 de julho e 3 de agosto de 2024. Um total de 64 ginastas de 26 Comitês Olímpicos Nacionais (CON) participaram do evento na fase qualificatória.

## Qualificação
Um CON poderia inscrever até cinco ginastas qualificados. Um total de 96 vagas de cota foram alocadas para ginástica artística masculina.
As 12 equipes que se classificaram enviaram cinco ginastas para a competição por equipes, para um total de 60 das 96 vagas de cota. As três melhores equipes no Campeonato Mundial de Ginástica Artística de 2022 (China, Japão e Grã-Bretanha) e as nove melhores equipes (excluindo as já classificadas) no Campeonato Mundial de Ginástica Artística de 2023 (Estados Unidos, Canadá, Alemanha, Itália, Suíça, Espanha, Turquia, Países Baixos e Ucrânia) ganharam essas vagas.
As 36 vagas restantes foram concedidas individualmente, sendo que cada ginasta poderia ganhar apenas uma vaga. Elas foram preenchidas por meio de diversos critérios baseados no Campeonato Mundial de 2023, na série da Copa do Mundo de Ginástica Artística de 2024, campeonatos continentais, garantia do país sede, garantia de realocação e convite da Comissão Tripartite.
Cada um dos 96 ginastas qualificados era elegível para a competição de cavalo com alças, mas alguns não competem em todos os eventos por aparelhos.

## Formato
Os oito melhores ginastas na qualificatória (limite de dois por CON) avançam para a final. Os finalistas realizaram um exercício adicional no aparelho. As pontuações da qualificatória foram então ignoradas, com apenas as pontuações da rodada final contando. A pontuação foi de acordo com o Código de Pontos da Federação Internacional de Ginástica.

## Calendário
Horário local (UTC+2)
| Data        | Horário | Fase           | Fase         |
| ----------- | ------- | -------------- | ------------ |
| 27 de julho | 11:00   | Qualificatória | Subdivisão 1 |
| 27 de julho | 15:30   | Qualificatória | Subdivisão 2 |
| 27 de julho | 20:00   | Qualificatória | Subdivisão 3 |
| 3 de agosto | 17:15   | Final          | Final        |

## Medalhistas
| Ouro   | IRL Rhys McClenaghan   |
| Prata  | KAZ Nariman Kurbanov   |
| Bronze | USA Stephen Nedoroscik |

## Resultados

### Qualificatória
Os ginastas que se classificaram entre os oito melhores avançam para a final. No caso de dois ou mais ginastas de um mesmo CON estando entre os oito melhores, os próximos classificados após eles avançam para a final.
| Pos. | Ginasta                | Nota D | Nota E | Pen. | Total  | Qual. |
| ---- | ---------------------- | ------ | ------ | ---- | ------ | ----- |
| 1    | IRL Rhys McClenaghan   | 6.3    | 8.900  |      | 15.200 | Q     |
| 2    | USA Stephen Nedoroscik | 6.4    | 8.800  |      | 15.200 | Q     |
| 3    | GBR Max Whitlock       | 6.6    | 8.566  |      | 15.166 | Q     |
| 4    | JPN Takaaki Sugino     | 6.5    | 8.533  |      | 15.033 | Q     |
| 5    | UKR Oleg Verniaiev     | 6.6    | 8.433  |      | 15.033 | Q     |
| 6    | KAZ Nariman Kurbanov   | 6.4    | 8.600  |      | 15.000 | Q     |
| 7    | KOR Hur Woong          | 6.7    | 8.200  |      | 14.900 | Q     |
| 8    | NED Loran de Munck     | 6.4    | 8.366  |      | 14.766 | Q     |
| 9    | CHN Zou Jingyuan       | 5.9    | 8.700  |      | 14.600 | R1    |
| 10   | GER Nils Dunkel        | 6.4    | 8.166  |      | 14.566 | R2    |
| 11   | JPN Shinnosuke Oka     | 5.9    | 8.566  |      | 14.466 | R3    |

### Final
Os ginastas com as melhores pontuações conquistam as medalhas.
| Pos.              | Ginasta                | Nota D | Nota E | Pen. | Total  |
| ----------------- | ---------------------- | ------ | ------ | ---- | ------ |
| Medalha de ouro   | IRL Rhys McClenaghan   | 6.600  | 8.933  |      | 15.533 |
| Medalha de prata  | KAZ Nariman Kurbanov   | 6.700  | 8.733  |      | 15.433 |
| Medalha de bronze | USA Stephen Nedoroscik | 6.400  | 8.900  |      | 15.300 |
| 4                 | GBR Max Whitlock       | 6.900  | 8.300  |      | 15.200 |
| 5                 | UKR Oleg Verniaiev     | 6.600  | 8.366  |      | 14.966 |
| 6                 | JPN Takaaki Sugino     | 6.700  | 8.233  |      | 14.933 |
| 7                 | KOR Hur Woong          | 6.700  | 7.600  |      | 14.300 |
| 8                 | NED Loran de Munck     | 6.500  | 7.233  |      | 13.733 |